# Kościół Narodzenia św. Jana Chrzciciela w Kamieńcu
Kościół Narodzenia św. Jana Chrzciciela w Kamieńcu – rzymskokatolicki kościół parafialny znajdujący się w Kamieńcu, w dekanacie Pyskowice, w diecezji gliwickiej.

## Historia
Wzorcowy przykład średniowiecznego kościoła położonego na skraju wzgórza (tu: opadającego ku dolinie Dramy) i otoczonego cmentarzem - o wybitnych walorach krajobrazowych. 
Według wizytacji z 1699 roku był konsekrowany już w 1417 roku, użytkowany przez protestantów w latach 1570-1629. Został wydłużony i przebudowany około 1860-1870, remontowany w 1939 i po pożarze w 1986 r. 
Jest późnogotycki, częściowo przebudowany (m.in. fasada zachodnia), orientowany, murowany, jednonawowy, nakryty dachem dwuspadowym krytym dachówką (nawa, prezbiterium i kruchta). Prezbiterium zamknięte trójbocznie. Do nawy dostawiona kwadratowa wieża (od północy), zwieńczona blankami oraz kaplica (od południa) zamknięta półkoliście. Elewacje tynkowane, blanki wieży ceglane. We wnętrzu zachowało się kilka obrazów i rzeźb z XVII i XVIII wieku.
W kościele za ołtarzem głównym znajduje się wmurowany w ścianę prezbiterium renesansowy, wykonany z piaskowca nagrobek dwojga dzieci z rodziny Sedlnickich: Jana (zmarłego w 1573 roku) i Małgorzaty (zm. dziesięć lat później), z czeskimi inskrypcjami. W 1681 kościół otrzymał barokowy kielich, wykonany ze złoconego srebra, fundowany przez nieznaną osobę. Na wieży kościoła zachował się gotycki dzwon z 1487 roku. Do drugiej wojny światowej na wieży znajdował się jeszcze drugi dzwon, również gotycki, z 1503 r.

## Organy
Instrument zbudowany na początku 2. połowy XIX wieku, remontowany w 1990 roku. Organy ustawione są na chórze muzycznym nad głównym wejściem do kościoła, na osi ołtarza głównego. Prospekt jednosekcyjny, z trzema polami piszczałkowymi o układzie odśrodkowym, utrzymany w kolorze brązowym. Stół gry wbudowany w prawy bok szafy organowej. Wiatrownice klapowo-zasuwowe. Miech typu pływakowego. 
- Skala manuału: C-C3; skala pedału: C-C1.
- Liczba głosów: 8.
- Liczba klawiatur: 1+P
- Traktura gry: mechaniczna
- Traktura rejestrów: mechaniczna[6]

## Galeria

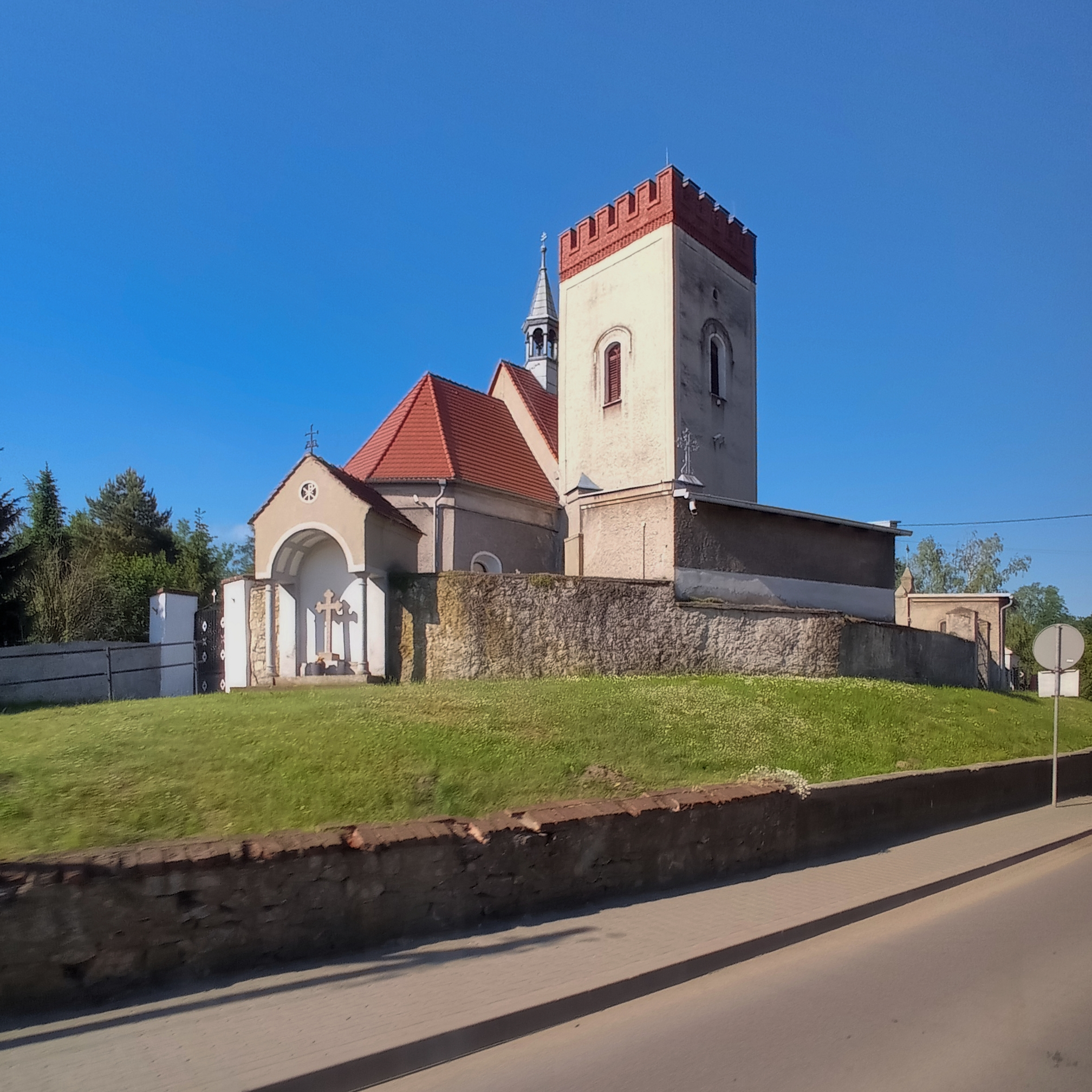
Widok z północnego wschodu (2022)
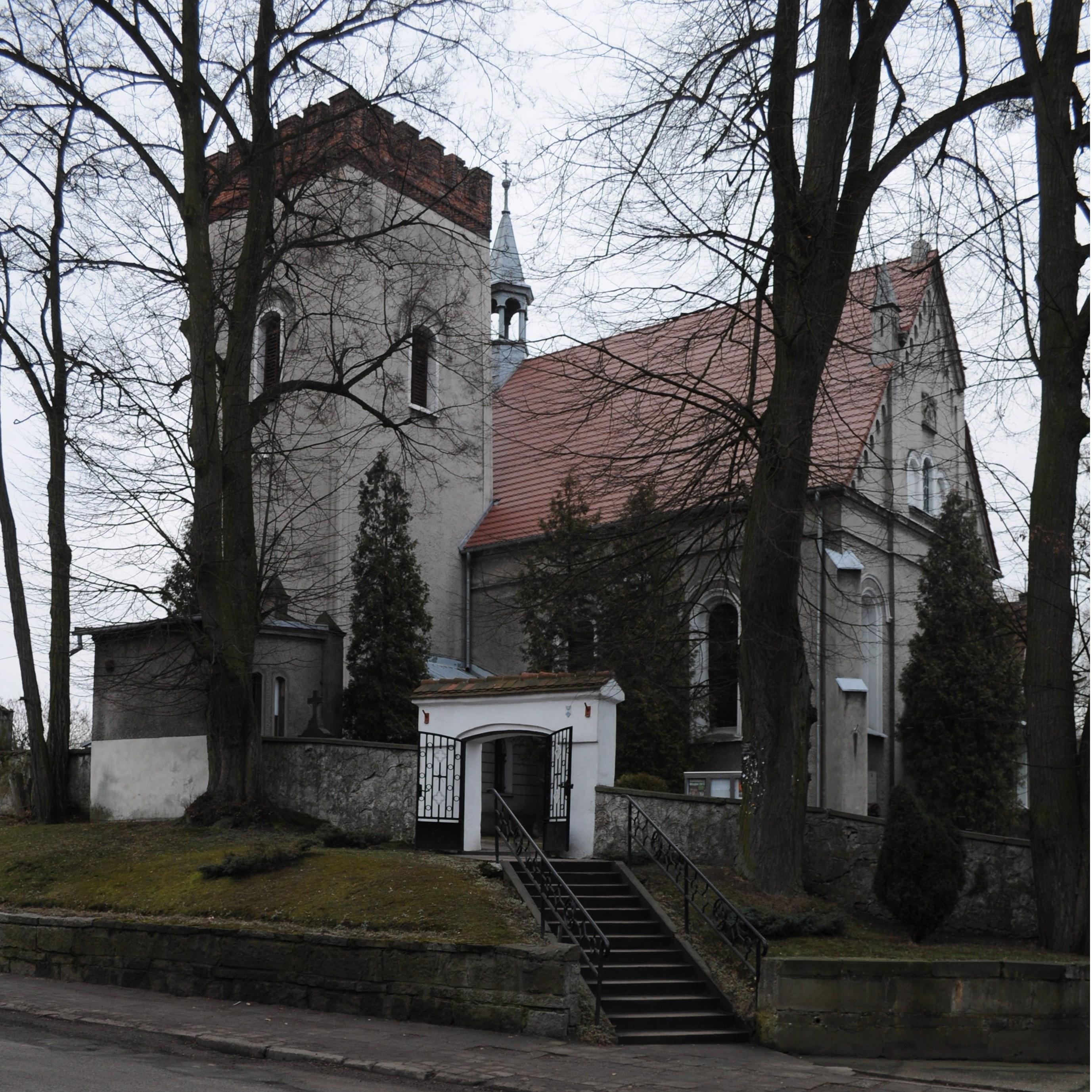
Widok z północnego zachodu (2014)
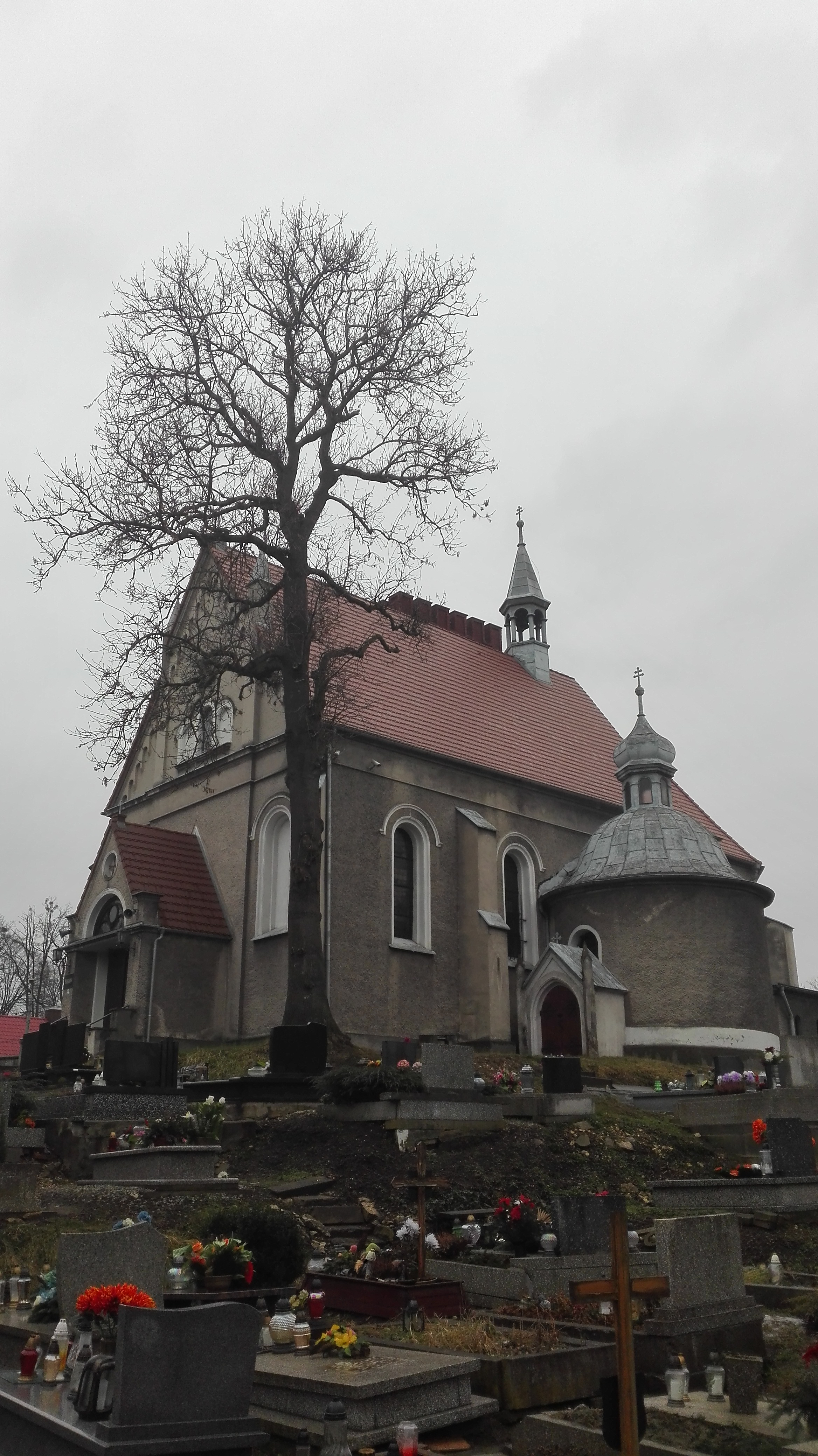
Widok z południowego zachodu (2018)
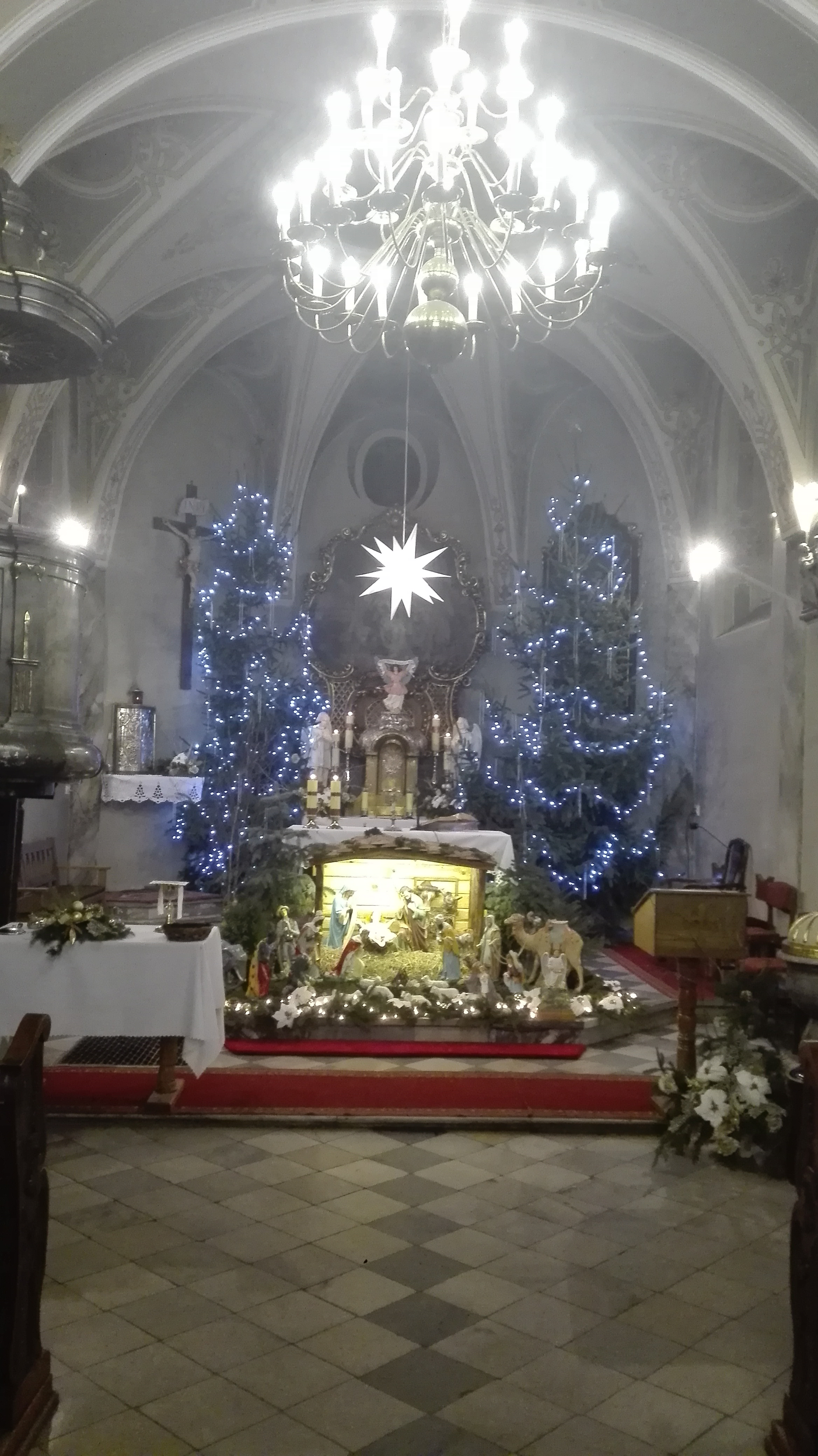
Wnętrze (2018)
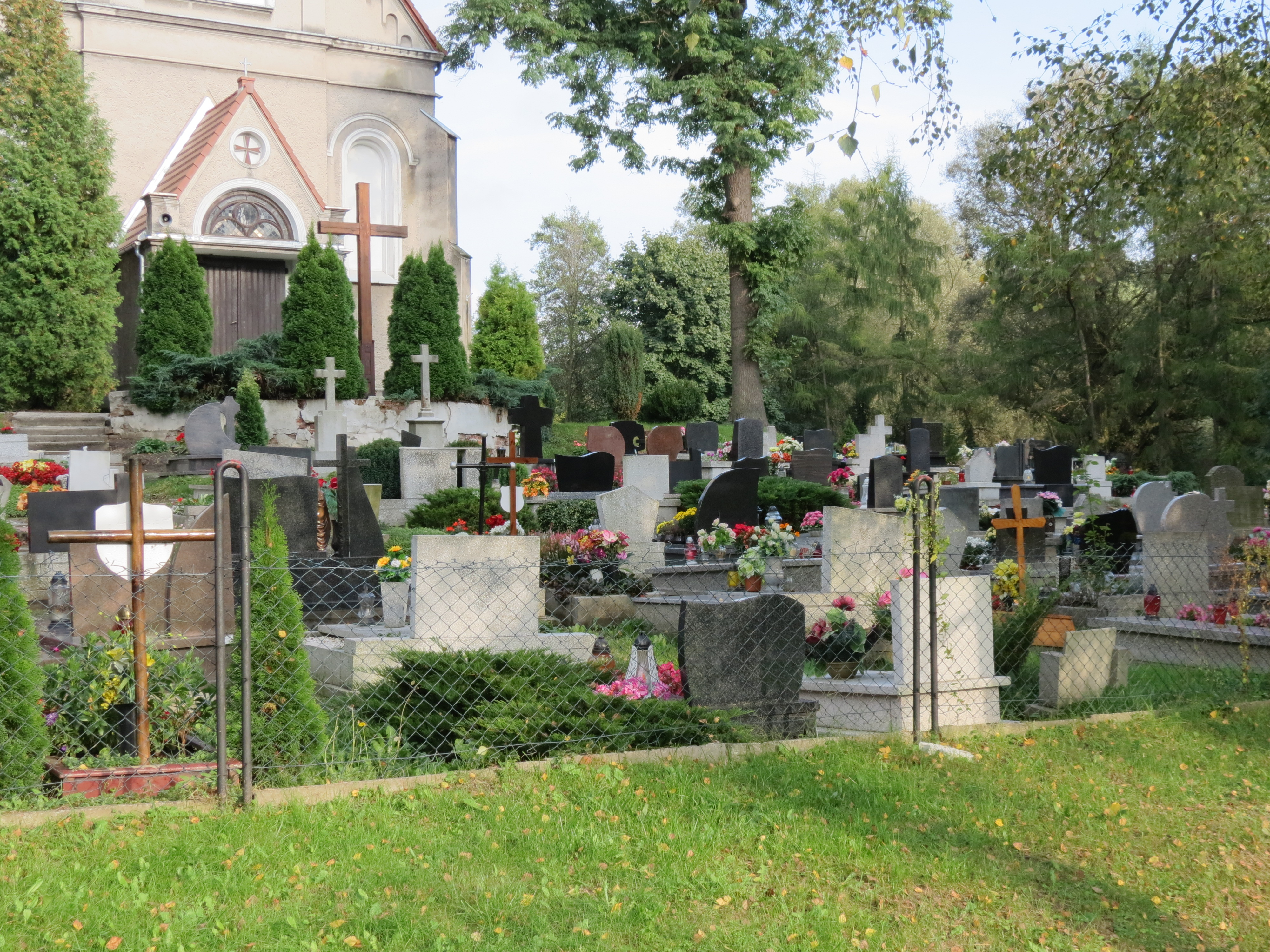
Cmentarz przykościelny (2014)